# John Dalton

Firma di Dalton

John Dalton (Eaglesfield, 6 settembre 1766 – Manchester, 27 luglio 1844) è stato un chimico, fisico, meteorologo e insegnante inglese.

## Biografia
John Dalton nasce a Eaglesfield, nei pressi di Cockermouth, nel Cumberland. Fu allievo di suo padre (che faceva il tessitore) e di John Fletcher, un quacchero che gestiva una scuola privata in un villaggio vicino. Si dice che già dall'età di dodici anni lui stesso insegnasse in una scuola privata a Kendal. Più tardi, nel 1793, si trasferì a Manchester, dove restò per tutta la vita a fare l'insegnante di fisica e matematica e il ricercatore al New College. Appassionato di meteorologia, fu indotto a interessarsi delle proprietà dei gas; pubblicò i risultati dei suoi studi nel 1803.
Importanti sono state poi le sue ricerche sul tempo atmosferico e sullo sviluppo della pioggia. Quest'ultima veniva prima considerata come il prodotto di un cambiamento della pressione dell'aria, mentre Dalton mise in luce il rapporto esistente tra essa e il cambiamento di temperatura.
John Dalton era affetto da una forma di discromatopsia, della quale si accorse quando comprò un paio di calze di colore rosso fuoco, ritenendo che fossero invece di un più sobrio colore marrone (la tradizione quacchera prevede infatti l'uso di abiti poco appariscenti), e fu per questo rimproverato da alcuni conoscenti. Accortosi del problema, intraprese uno studio sistematico del proprio difetto visivo, giungendo nel 1794 alla sua prima descrizione scientifica rigorosa, con conclusioni in parte corrette (intuì che il problema potesse essere ereditario, dal momento che anche suo fratello ne era affetto) e in parte errate (credeva infatti che la distorsione dei colori derivasse da un difetto dell'umor vitreo - che riteneva fosse blu anziché trasparente - laddove invece il problema è tipicamente a livello nervoso). Per approfondire la questione, dispose che alla sua morte i suoi occhi venissero asportati e conservati a scopo di studio: si accertò col tempo che il suo problema era la deuteranopia. Data la sua fama, il termine "daltonismo" si è diffuso per sineddoche come sinonimo generico di discromatopsia.
Dalton fu membro della Royal Society di Londra, la più grande società culturale inglese dell'epoca. Non espresse mai il suo punto di vista in materia di religione.

## La teoria atomica

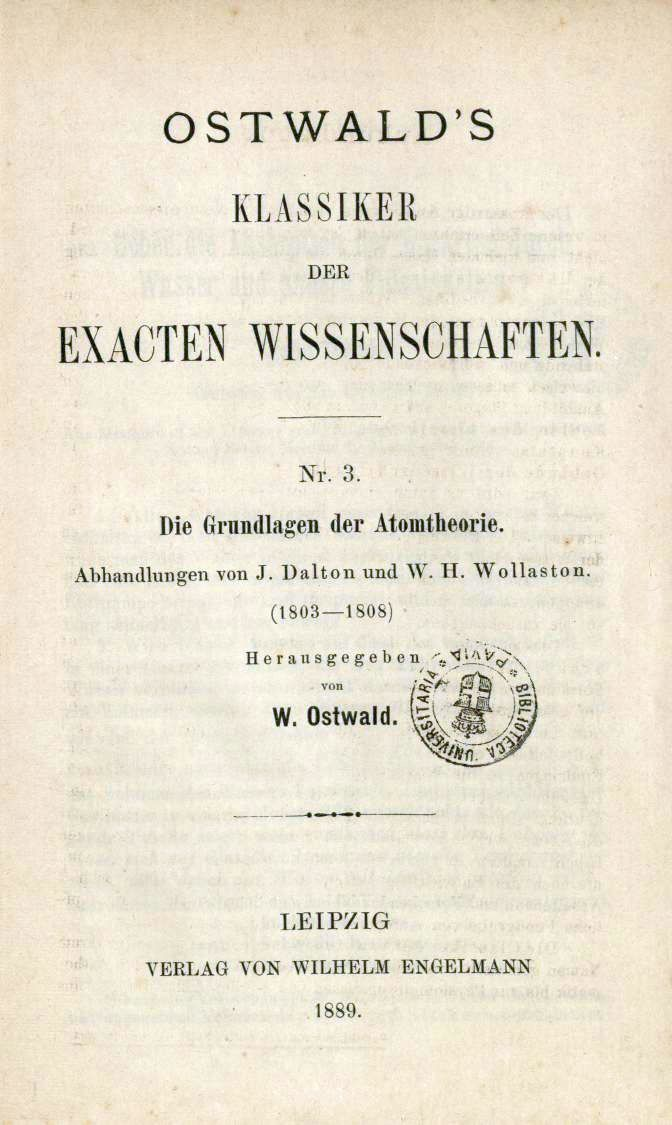
Foundations of the atomic theory, 1889

Nel 1808 John Dalton per primo cercò di descrivere l'atomo e lo fece basandosi su due delle tre leggi fondamentali della chimica (la terza la formulò lui stesso nel 1804). Dalton, per creare il suo modello atomico, si basò su dei punti fissi; ognuno di essi sarebbe stato in accordo con le due leggi fondamentali (e anche con quella che formulò Dalton stesso). In particolare, i primi tre punti implicano che in una reazione chimica gli atomi rimangono invariati in numero e in massa e ciò è in accordo con la legge di conservazione della massa di Lavoisier, mentre il punto quattro è in accordo con la legge delle proporzioni definite di Proust.
1. Tutta la materia è fatta da particelle microscopiche indistruttibili e indivisibili chiamate atomi (atomismo democriteo).
2. Tutti gli atomi di uno stesso elemento sono identici e hanno uguale massa.
3. Gli atomi di un elemento non possono essere convertiti in atomi di altri elementi.
4. Gli atomi di un elemento si combinano, per formare un composto, solamente con numeri interi di atomi di altri elementi.
5. Gli atomi non possono essere né creati né distrutti, ma si trasferiscono interi da un composto a un altro.

Dalton stesso enunciò la legge delle proporzioni multiple: "Quando un elemento si combina con la stessa massa di un altro elemento, per formare composti diversi, le masse del primo elemento stanno tra loro in rapporti semplici, esprimibili mediante numeri interi e piccoli."
Probabilmente Dalton immaginò l'atomo come una microscopica sfera completamente piena e indivisibile, ma, come in seguito dimostrarono le esperienze di Thomson e Rutherford, si scoprì che esso poteva essere scomposto (dividendo così il nucleo dagli elettroni) e che era quasi interamente vuoto (essendo la massa concentrata quasi del tutto nel nucleo).
Altri errori dello scienziato inglese furono il ritenere che i composti si producessero quantitativamente nel modo più semplice possibile (punto quattro) e che gli elementi puri fossero composti da singoli atomi (mentre questo avviene solo per i gas nobili). La legge dei volumi di Gay-Lussac del 1808 portò infatti ad alcune contraddizioni con la teoria di Dalton, che arrivò persino a rifiutare in blocco la legge del fisico francese.
La soluzione al problema fu trovata dal fisico italiano Avogadro grazie all'introduzione del concetto di molecola.
Il Modello Standard sembra accordarsi con le anticipazioni dell’atomismo democriteo, rielaborate da Dalton in unità materiali indivisibili interagenti per mezzo di forze newtoniane. Le nozioni di spazio, tempo, particella e forza furono radicalmente trasformate dalla teoria della relatività e dalla meccanica quantistica.

## La legge di Dalton
Dalton, nel 1808, basandosi sui propri esperimenti, nei quali faceva reagire la stessa quantità di carbonio con diverse quantità di ossigeno, formulò la terza (in ordine di tempo) legge fondamentale della chimica, la legge delle proporzioni multiple:
Se due elementi si combinano tra loro, formando composti diversi, le quantità di uno di essi che si combinano con una quantità fissa dell'altro stanno fra loro in rapporti razionali, espressi da numeri interi e piccoli.

## La legge sui miscugli gassosi
Questa legge vale per i miscugli gassosi che non reagiscono:
Quando due o più gas, che non reagiscono fra loro, sono contenuti in un recipiente, la pressione totale del loro miscuglio è uguale alla somma delle pressioni che ogni gas eserciterebbe se occupasse da solo tutto il recipiente. 
La pressione che ogni gas eserciterebbe da solo si chiama pressione parziale.

## Opere
- (DE) Foundations of the atomic theory, Leipzig, Wilhelm Engelmann, 1889.